# The Very Best of ORIGINAL LOVE
『The Very Best of ORIGINAL LOVE』（ザ・ベリー・ベスト・オブ・オリジナル・ラヴ）は、1995年4月28日に発売されたORIGINAL LOVE通算2作目のベスト・アルバム。

## 解説
1995年初頭、ポニーキャニオンへの移籍を受け制作された、レコード会社主導による初のベスト・アルバム。東芝EMI在籍時リリース作品からORIGINAL LOVEに関わったスタッフにアンケートを取り、上位曲を収録。ただし、アルバム未収録曲「ティアドロップ」、“高野寛&田島貴男”名義による「Winter's Tale 〜冬物語〜」はボーナス・トラック扱いとされている。 本作以降、東芝EMIから様々な形態でアーティスト非監修の企画・編集アルバムがリリースされる。
M-7「Let's Go!」は、1993年冬ツアーの会場にて限定販売されたアナログ12インチ収録のヴァージョンで、『EYES』収録よりフェード・アウトが10秒ほど長く、フルート・ソロが終止まで入っている。
全曲デジタル・リマスタリング、ライナーノーツは川勝正幸。ジャケットおよび歌詞カードの田島貴男のソロ・ショットは、ベスト・アルバム『SUNNY SIDE OF ORIGINAL LOVE』のジャケット撮影用にモロッコで行われたフォト・セッションでの未使用写真。

## 収録曲
1. 夜をぶっとばせ  –  [3'43"]
  - 作詞：小西康陽、作曲：田島貴男
  - from 1st album “LOVE! LOVE! & LOVE!”[注釈 6]
  - Mixed by AKITSUGU DOI
2. スキャンダル  –  [5'53"]
  - 作詞 · 作曲：田島貴男
  - from 2nd album “結晶 SOUL LIBERATION”[注釈 7]
  - Mixed by YASUAKI “V” SHINDOH
3. 月の裏で会いましょう <ALBUM VERSION> ('91 フジテレビ系ドラマ『BANANACHIPS LOVE』主題歌)  –  [4'52"]
  - 作詞：木原龍太郎、作曲：田島貴男
  - from 2nd album “結晶 SOUL LIBERATION”[注釈 7]
  - Mixed by YASUAKI “V” SHINDOH
4. BODY FRESHER  –  [4'55"]
  - 作詞 · 作曲：田島貴男
  - from 1st album “LOVE! LOVE! & LOVE!”[注釈 6]
  - Mixed by AKITSUGU DOI
5. 接吻 <ALBUM VERSION> ('93 日本テレビ系土曜グランド劇場『大人のキス』主題歌)  –  [4'41"]
  - 作詞 · 作曲：田島貴男
  - from best album “Sunny Side of ORIGINAL LOVE”[注釈 5]
  - Mixed by YASUHIKO OHTA [SME]
6. DEEP FRENCH KISS (デビュー・シングル)  –  [4'40"]
  - 作詞：宮田繁男、作曲：田島貴男
  - from 1st album “LOVE! LOVE! & LOVE!”[注釈 6]
  - Mixed by AKITSUGU DOI
7. Let's Go!  –  [6'19"]
  - 作詞 · 作曲：田島貴男
  - from 3rd album “EYES”[注釈 4]
  - Mixed by TETSUYA MORIOKA [SME]
8. THE ROVER  –  [5'49"]
  - 作詞 · 作曲：田島貴男
  - from 4th album “風の歌を聴け”[注釈 8]
  - Mixed by TETSUYA MORIOKA [SME]
9. JUMPIN' JACK JIVE  –  [3'13"]
  - 作詞 · 作曲：田島貴男
  - from 1st album “LOVE! LOVE! & LOVE!”[注釈 6]
  - Mixed by AKITSUGU DOI
10. サンシャイン ロマンス ('93 CASIO 20 BAR TVCFイメージソング)  –  [5'09"]
  - 作詞：木原龍太郎、作曲：田島貴男
  - from 3rd album “EYES”[注釈 4]
  - Mixed by YASUHIKO OHTA [SME]
11. ヴィーナス ('92 ブティックJOY TVCFイメージソング)  –  [5'32"]
  - 作詞：木原龍太郎、作曲：田島貴男
  - from 2nd album “結晶 SOUL LIBERATION”[注釈 7]
  - Mixed by YASUAKI “V” SHINDOH
12. いつか見上げた空に  –  [6'07"]
  - 作詞：田島貴男・木原龍太郎、作曲：田島貴男
  - from 3rd album “EYES”[注釈 4]
  - Mixed by TETSUYA MORIOKA [SME]
13. 朝日のあたる道 <ALBUM MIX> ('94 SHISEIDO ヘアエッセンスシャンプー TVCFイメージソング)  –  [5'02"]
  - 作詞 · 作曲：田島貴男
  - from 4th album “風の歌を聴け”[注釈 8]
  - Mixed by TETSUYA MORIOKA [SME]
14. ティアドロップ  –  [5'06"]
  - 作詞：木原龍太郎、作曲：田島貴男
  - from single “Sunshine Romance”[注釈 1]
  - Mixed by YASUAKI “V” SHINDOH
15. Winter's Tale 〜冬物語〜 ('92 サッポロ冬物語 オリジナルTVCFソング)  –  [5'15"]
  - 作詞：高野寛、作曲：田島貴男
  - SPECIAL BONUS TRACK with HIROSHI TAKANO[注釈 2]
  - Mixed by DAISUKE NAKAYAMA

## クレジット
| All Songs Arranged by ORIGINAL LOVE                                          |
| except M-15 Arranged by TAKAO TAJIMA and HIROSHI TAKANO                      |
|                                                                              |
| Digitally Remastered by MASAO NAKAZATO (ONKIO HAUS)                          |
| Directed by MASAKAZU HIRATA (TOSHIBA EMI)                                    |
| Public Relation: TOSHIBA EMI･1st PROMOTION SECTION･1st DIVISION A&R DOMESTIC |
| Art Direction by MITSUO SHINDO (C.T.P.P.)                                    |
| Design by KOHICHI FUJIKAWA (C.T.P.P.)                                        |
| Photo by KAZUNARI TAJIMA                                                     |
| Styling by ATSUSHI OHKUBO･ERI UCHINO                                         |
| Hair Make by KENJI ISHIDA                                                    |
| Coordinator: KANAKO KOGA                                                     |